# Pelecus cultratus
Pelecus cultratus es una especie de peces de la familia de los
Cyprinidae en el orden de los Cypriniformes.

## Morfología
- Los machos pueden llegar alcanzar los 60 cm de longitud total y 2.000 g de peso.[1][2]

## Alimentación
Come zooplancton, invertebrados terrestres.

## Depredadores
En Hungría es depredado por Sander lucioperca .

## Hábitat
Es un pez pelágico y de clima templado (10 °C-20 °C).

## Distribución geográfica
Se encuentra en los ríos de las  cuencas del  Báltico oriental, el mar Negro, el mar Caspio y el mar de Aral.